# HOIC
Wysokoorbitalne Działo Jonowe (ang. High Orbit Ion Cannon, HOIC) – narzędzie open-source służące do przeprowadzania internetowych testów stresowych i ataków DoS. HOIC został napisany w BASIC i zaprojektowany do przeprowadzania ataków na maksymalnie 256 adresów URL w tym samym czasie. Został stworzony w celu zastąpienia Niskoorbitalnego Działa Jonowego (LOIC). Doradztwo bezpieczeństwa dla HOIC zostało opublikowane przez Prolexic Technologies w lutym 2012 r.

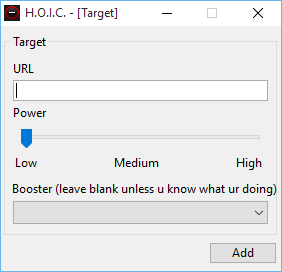
Interfejs Wysokoorbitalnego Działa Jonowego do wyboru celu ataku.

## Historia
HOIC został zaprogramowany podczas rekonesansu po Operacji Payback przez Anonymous. Po zakończeniu Operacji Payback zauważono duży nacisk na agencje bezpieczeństwa, które ścigały więcej niż 13 osób mających związek z tym ugrupowaniem. To zmusiło wielu członków Anonymous do przemyślenia ich planu działania co później zaowocowało przeprowadzeniem Operacji Leakspin. Mimo to duża część Anonymous pozostała skoncentrowana na przeprowadzaniu ataków DDoS. Ponieważ Niskoorbitalne Działo Jonowe nie było wystarczająco wydajne, używano go do przeprowadzania ataków z ograniczoną liczbą atakujących. Natomiast HOIC został stworzony, aby zaradzić temu poprzez generowanie HTTP Floodu ze względnie małą liczbą użytkowników – zaledwie 50 użytkowników było w stanie przeprowadzić atak z powodzeniem, a koordynacja pomiędzy użytkownikami powodowała zwiększenie skutków takiego ataku. HOIC był pierwszym narzędziem, które wspierało „pliki boostujące”, czyli konfigurowalne moduły napisane w VBScript, których zadaniem było losowanie nagłówków HTTP wysyłanych z atakujących komputerów, umożliwiając tworzenie milionów losowych kombinacji dla użytkowników.